# Petőfi Sándor-szobor (Budapest)
A Petőfi-szobor Budapest Belvárosában, a Petőfi téren, a Március 15. tér felé néz.
„Itt áll már, örök időkre szóló dicsőségének századokra szóló érczszobra, kellős közepén Magyarország fővárosának, melynek kebelében harsogta el: «Talpra magyar!»-ját” – adta hírül lelkesült hangon a Vasárnapi Ujság 1882. október 15-i száma.

## Története

### Gyűjtés és közadakozás
A politikai helyzet miatt nehezen indult be a gyűjtés a szoborra, hiszen Petőfi Sándor persona non grata volt Ferenc József, Magyarország királya szemében, akinek hálószobájában a Buda ostroma (1849) alatt Pestet rommá lövető Heinrich Hentzi tábornok képe függött.
Természetesen az 1848–49-es forradalom és szabadságharc bukása után évtizedekig fel sem merült a forradalomhoz bármilyen módon kapcsolódó személy szobra felállításnak még a gondolata sem.
Csak az 1860-as évekre kezdett enyhülni az elnyomás. Az emigrációból Reményi Ede, az időközben világhírűvé lett magyar hegedűművész, Görgei Artúr kedvenc zenésze ekkor tért haza, s lett az egyik legkitartóbb kezdeményezője és szószólója annak, hogy Petőfinek emeljenek szobrot Pesten. Nem Arany János vagy Jókai Mór, hanem egy hegedűművész, aki a Bach-korszak éveit nem itthon vészelte át.
Reményi 1860-ban megindította a közadakozást a szoborra, s maga a buzdító röpiratokon túl szervezkedett, intézkedett, sőt országos hangversenykörutat is tartott. 1871-ben a kor neves magyar szobrászát, Izsó Miklóst bízták meg a szobor megformázásával. A művész felkészülésképpen tanulmányútra ment Európába.
A szobor leendő helyét az 1875-ben Ybl Miklós tervei szerint megújított Petőfi téri ortodox templommal szemközt, 1877-ben jelölte ki a Fővárosi Közmunkák Tanácsa, a Duna-parti Heinrich-ház előtti ligetben, amelyet már 1874-től Petőfi térnek neveztek. Korábban csak Alsó-Duna sorként ismerték, a piarista rendház és a plébániatemplom által uralt zöldfelületet, a Városház teret, ahol a régi Erzsébet híd építése végett a területet alaposan átszabták.
Addig csak a Múzeumkertben állt néhány, a nemzet nagyjainak emléket állító szobor: 1860-ban Berzsenyi Dániel mellszobrát a Helytartótanács engedélye híján még ünnepség nélkül avatták fel, 1861-ben Kazinczy Ferencnek állítottak hasonlóképpen emléket, Kisfaludy Károly szobra pedig csak 1875-ben került ide. A Széchenyi lánchíd pesti hídfőjénél Eötvös József szobrát is már régóta tervezték, de végül csak 1879-ben avatták fel, Széchenyi István szobra a ma nevét viselő térre, a Magyar Tudományos Akadémia elé pedig 1880-ban került.
Nemcsak a fővárosban, hanem a vármegyékben, nagyobb városokban is köröztettek aláírási íveket. Az utolsó hiányzó 5000 forintból kettőt végül ifjabb gróf Károlyi István, a bizottság lelkes tagja vállalt, 3000-et pedig az újsütetű Budapest rendkívüli kiadásként szavazta meg.
1873-ban, Petőfi születésének 50. évfordulóján még nem volt országos megmozdulás, bár Reményi erre az évfordulóra szerette volna a szobrot felállítani.
Izsó Miklós 1875-ben meghalt, s a szoborbizottság a mű befejezésével az ifjú Huszár Adolf szobrászt bízta meg, aki korábban az Eötvös József-szobor pályázatán már ismeretséget szerzett. A talapzatot az Eötvös-szobor posztamensét is megalkotó Ybl Miklós készítette. Huszár valamennyire módosított Izsó tervein, megtartva azonban annak lényeges vonásait (a felemelt kezet, lobogó ruházatot). A művész a Vasárnapi Ujság szerint 10 000 Ft-os díjazásban részesült. A szoboröntésre a hazai gyárak közül senki sem vállalkozott, így azt végül Bécsben végezték el. A talapzat finoman csiszolt mauthauseni szürke gránitból készült.

### Az avatóünnepség

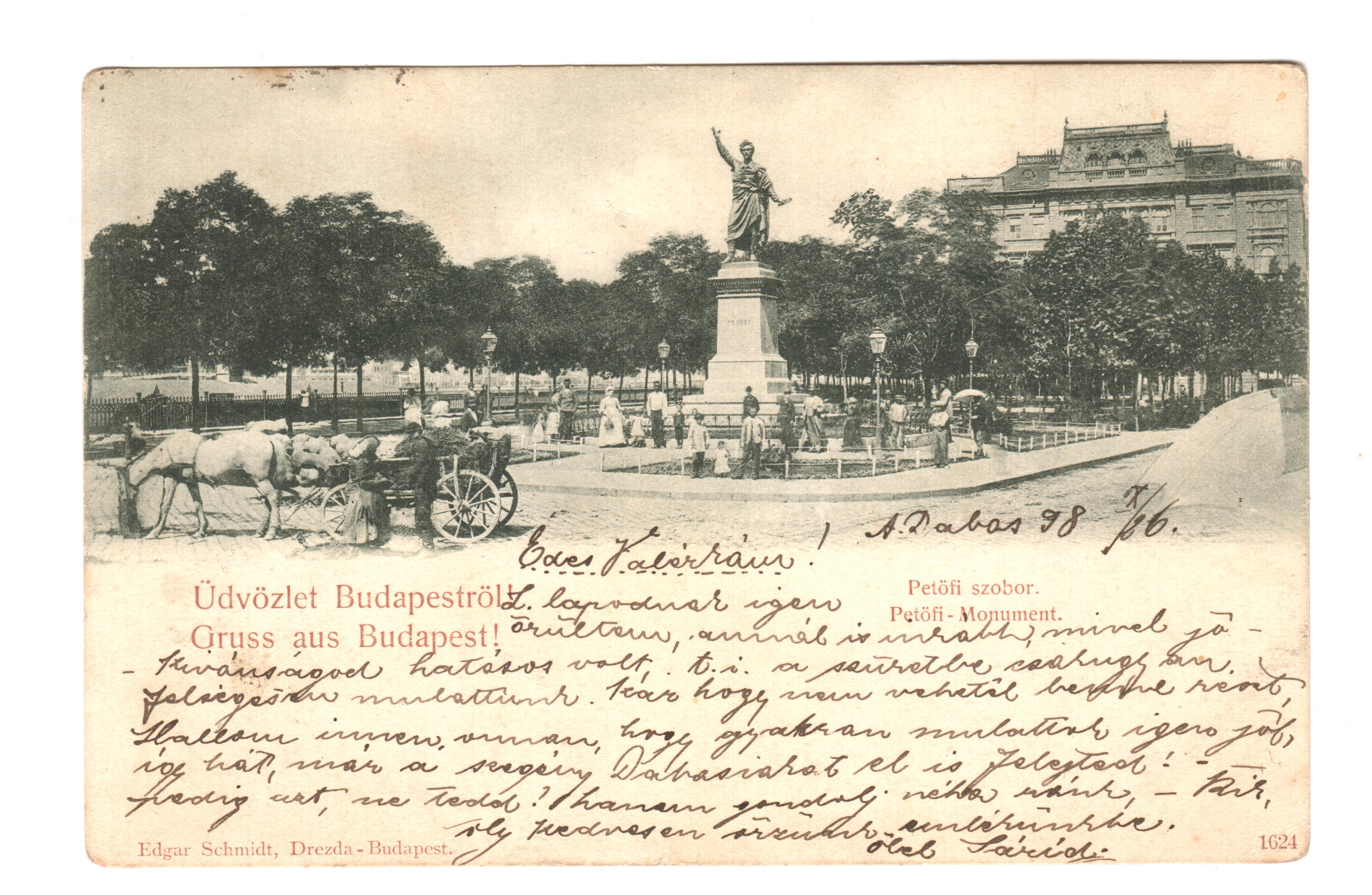
Egy 1898-as képes levelezőlapon

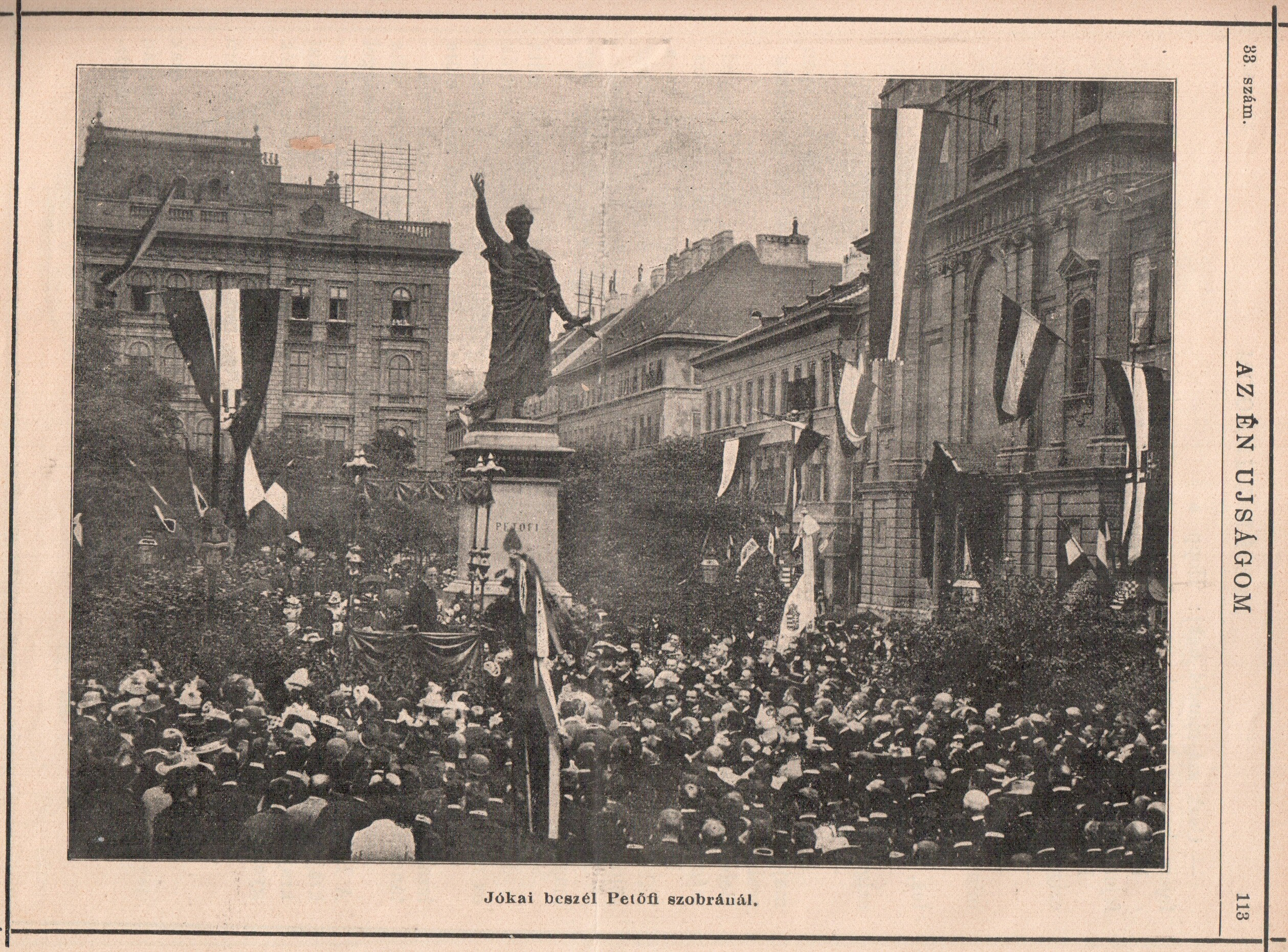
Jókai Mór beszéde 1898. március 15-én

Az 1882. októberi ünnepségre feldíszítették a várost. Zászlók lobogtak mindenfelé, a legtöbb a Petőfi téren, az Akadémia palotáján is rengeteg. Ott gyülekeztek a társadalmi testületek, öreg honvédek, veteránok, ipartársulatok. Délelőtt tíz órakor bevonultak a díszteremben felállított emelvényre a szoborbizottság tagjai, mellükön nemzeti színű kokárdával.
Az elnöki asztalnál Ráth Károly főpolgármester ült mint a szoborbizottság alelnöke, mellette Jókai Mór, az ünnepi szónok, mindnyájan talpig díszmagyarban. Az elnöki asztalnál foglaltak helyet Tisza Kálmán miniszterelnök, a kormány tagjai, a kassai püspök és sok tábornok, meg a megyék, városok, a főváros, az intézetek és egyletek küldöttei, az akadémikusok, az irodalmi társaságok képviselői.
Nem bizonyított szóbeszéd ellenére Arany János nem az avatóünnepségen fázott meg; akkor már betegen feküdt akadémiai szolgálati lakásában. Még értesült a nagy hírről, ám hét nap múlva elhunyt. Az eseményen fia, a szintén költő Arany László képviselte a családot.
Jókai beszédében Petőfihez kötődő emlékeit elegyítette a jövőbe és felemelkedésbe vetett hitével. A kiegyezéssel legalizált hatalmat és az elért eredményeket ünnepelte, mondván: „(Petőfi) még egyet láthat. Azt, hogy van még egy népeitől szeretett és népeit szerető király, s az Magyarországé.”
A közelgő millenniumra készülő, rohamosan fejlődő főváros fellobogózva ünnepelt, a szobor talapzatán mintegy száz koszorúval. Fél tizenkettőkor érkezett meg az Akadémiától a díszmenet, majd Ráth Károly, az egyesített főváros első főpolgármestere tartott beszédet. A leleplezési ünnepség alkalmából az újjáépített Pesti Vigadóban rendeztek díszebédet. Este a Népszínházban (a későbbi Nemzetiben) díszelőadást tartottak Petőfi emlékére. A szoborbizottság a szobrot pergamenre írt díszokirattal a fővárosnak örök időkre átadta.
A Petőfi-szobor már majd' 140 éve áll ugyanazon a helyen. Petőfit minden korszak a maga szempontjai szerint értelmezve, itt tartotta forradalmi megemlékezéseit.
„Hirdetjük s valljuk, hogy Petőfi nem azoké, akik belőle 1849 óta élnek, de a mienk, mindazoké, akik Magyarországon a változás, a megújulás, a forradalom áhítozói és harcosai vagyunk” – írta róla Ady Endre, 1910-ben.
A szocializmus proletár hőst faragott belőle, az 1956-os forradalom alatt pedig újra a szabadság és a szabad sajtó jelképe lett. A Kádár-korszakban itt tartották a hivatalos koszorúzási ünnepségeket, de a magyarországi rendszerváltáskor is fontos szerepe volt az ellenzéki tüntetéseken.
A postamensbe vésett felirat azonban változatlan: „Nemzeti adakozásból, 1882”.